# The Raid: Redemption (Original Motion Picture Score & Soundtrack)
The Raid: Redemption (Original Motion Picture Score & Soundtrack) è una colonna sonora dei musicisti statunitensi Mike Shinoda e Joseph Trapanese, pubblicata il 20 marzo 2012 dalla Madison Gate Records.

## Antefatti
Nel mese di maggio 2011, quando il film era ancora nella fase di produzione, la Sony Pictures Entertainment ha acquisito i diritti di distribuzione del film negli Stati Uniti d'America e ha affidato ai due musicisti la realizzazione di una nuova colonna sonora per il mercato statunitense.
Attraverso il proprio sito, Mike Shinoda ha comunicato di aver composto circa 50 minuti di musica, per la maggior parte strumentale. Gli unici brani a presentare parti vocali sono Razors.Out, cantata da Chino Moreno dei Deftones, e Suicide Music, cantata dal gruppo musicale hip hop Get Busy Committee.

## Promozione
Il debutto della colonna sonora è avvenuta con la proiezione del film al Sundance 2012, venendo successivamente pubblicata per il download digitale il 20 marzo dello stesso anno.
Il 24 marzo 2013 la colonna sonora è stata pubblicata anche nel formato doppio vinile da parte dell'etichetta discografica indipendente Mondo Records.

## Tracce
Musiche di Mike Shinoda e Joseph Trapanese, eccetto dove indicato.
1. Prayers – 1:44
2. Gear Up – 3:58
3. The Arrival – 1:55
4. We Have Company – 4:51
5. We're Alone Here – 1:45
6. Quaking Old F**k – 0:47
7. Hole Drop – 4:22
8. Moving Up, Part 1 – 6:19
9. Moving Up, Part 2 – 3:09
10. Trapped – 2:27
11. Close Shave – 2:32
12. One Way Out – 1:49
13. Machete Standoff – 4:37
14. Rama's Family Dream – 1:15
15. Chair Slam – 1:17
16. Dirty Cop – 1:02
17. Jaka Caught – 0:32
18. Dog Fight – 2:56
19. Uncle Andi – 2:28
20. Dead Already – 1:01
21. Drug Lab – 3:45
22. Andi Strung Up – 2:34
23. Putting a Mad Dog Down – 7:05
24. Misfire – 2:20
25. Chino Moreno – Razors.Out – 4:34 (Mike Shinoda, Chino Moreno)
26. Get Busy Committee – Suicide Music – 3:44 (Mike Shinoda, Chad Bromley, Ryan Maginn, Elijah Moina)

## Formazione
- Mike Shinoda – strumentazione, produzione, missaggio (traccia 25)
- Joseph Trapanese – strumentazione e produzione (eccetto tracce 25 e 26)
- Chino Moreno – voce (traccia 25)
- Get Busy Committee – gruppo ospite (traccia 26)
- Sarah Beth McDonald – voce aggiuntiva (traccia 26)
- Scoop DeVille – produzione (traccia 26)
- Apathy – missaggio e arrangiamento (traccia 26)
- Alan Meyerson – missaggio
- Vlado Meller – mastering